# Telenomus tenuicornis
Telenomus tenuicornis är en stekelart som först beskrevs av Thomson 1861.  Telenomus tenuicornis ingår i släktet Telenomus, och familjen gallmyggesteklar. Arten är reproducerande i Sverige.